# Bloque comercial
Un bloque económico es creado para agrupar a un conjunto de países con el propósito de obtener beneficios en el comercio internacional.
La mayoría de los bloques comerciales en la actualidad están definidos por una tendencia regionalista, mientras que las relaciones comerciales de carácter no regionales tienden a ser bilaterales, o a darse entre comerciales en formación.

## Tipos de bloques comerciales
Los bloques comerciales pueden tener un enfoque meramente comercial, como el Mercosur y el TLCAN, o incluir aspectos identitarios, culturales y/o religiosos, como la Unión Europea (nacionalismo europeo).
- Área de Preferencia Comercial: los países establecen preferencias sociales para comerciar unos con otros, hay libre cambio de productos alimenticios u otros que sean tomados en el acuerdo de integración.
- Área de Libre Comercio: formada por un tratado entre dos o más países (tratado de libre comercio). Los países involucrados establecen precios únicos para determinados productos que intercambian entre sí. Esto ocurre en los bloques del NAFTA (o TLCAN), AELC y ASEAN.
- Unión aduanera: en este caso se trata de la creación de aranceles únicos para la comercialización de productos con otros países que no forman parte de dicha unión. También controles aduaneros con una normativa única, a personas y bienes. Ejemplos: Unión Aduanera Euroasiática, Unión Aduanera de la Unión Europea.
- Mercado común: se compone de una unión aduanera y una zona de libre comercio. El bloque establece aranceles únicos para países externos. Hay libre circulación de bienes, servicios y personas dentro de dicho mercado. Ejemplos: Mercado Único Europeo, Espacio Económico Europeo, Mercado Común del Sur (MERCOSUR)
- Unión económica: suma los acuerdos que plantea la zona de libre comercio y la unión aduanera pero incluye además la creación de una moneda común. Esto se ha realizado en la Unión Europea con la Unión Económica y Monetaria (a partir de la creación del euro como moneda única en 20 Estados de los 27 de la UE).

La mayoría de los bloques económicos son regionales, conformados por países próximos geográficamente. En otros casos, los países conforman bloques a partir de intereses compartidos en torno a la producción de determinado bien. Este es el caso de la OPEP (Organización de Países Exportadores de Petróleo).
- Integración económica: se definen políticas económicas y leyes en conjunto sumado a todo lo expuesto en unión económica. Ejemplo: Integración europea (incluye integración cultural y/o religiosa)

El interés por el desarrollo económico y comercial también lleva a los países a formar otro tipo de organizaciones para desarrollar políticas comunes, como ocurre con la Organización para la Cooperación y el Desarrollo Económico (OCDE), organismo que reúne a los 30 países más desarrollados del mundo, o la ALADI (Asociación Latinoamericana de Integración), que fomenta la cooperación y el desarrollo entre algunos países de América Latina. Existe la intención de unir varios bloques para conformar asociaciones mayores, que es lo que sucede con el ALCA (Área de Libre Comercio de las Américas, aún no conformado), a partir del cual se tratará de eliminar las barreras aduaneras entre los países del continente americano.
La Unión Europea, el NAFTA y la ASEAN intercambian la mayor participación en el comercio mundial. Sin embargo, debido a relevancia del petróleo en el comercio mundial también son importantes los flujos comerciales que se establecen entre la OPEP. Todas estas trabajan en común conformando y logrando así un gran bloque económico con diversas garantías y configuraciones hechas para la total comodidad de los predominantes y satisfechos consumidores.

## Bloques económicos de cada continente

### África
- Acuerdo de Agadir
- Comunidad Africana Oriental (CAO o CAE)
- Comunidad Económica de Estados de África Occidental (CEDEAO)
- Comunidad Económica de los Estados de África Central (CEEAC)
- Comunidad Económica y Monetaria de África Central (CEMAC)
- Mercado Común de África Oriental y Austral (MCAOA)
- Unión Aduanera de África Austral (SACU)
- Unión Africana (UA o AU)

### América
- Alianza del Pacífico
- Comunidad Andina de Naciones (CAN)
- Mercado Común Centroamericano
- Mercosur
- Tratado entre México, Estados Unidos y Canadá (TMEC)
- Comunidad de Estados Latinoamericanos y Caribeños
- Comunidad del Caribe

### Asia
- Asociación de Naciones del Sureste Asiático (ASEAN)

### Eurasia
- Unión Económica Euroasiática (UEE)

### Europa
- Unión Europea (UE)

### Oceanía
- Foro de las Islas del Pacífico (PIF)